# Salvatore Cuffaro
Salvatore Cuffaro (Raffadali, 1958) més conegut com a Totó Cuffaro «Vasa vasa» (kiss kiss) és un expolític italià, que fou suspès com a metge i condemnat com a membre de la màfia. Llicenciat en medicina, ha format part del Consell de la Facultat de Medicina de la Universitat de Palerm. El 1980 ingressà a la Democràcia Cristiana Italiana, amb la que fou regidor de Raffadali i posteriorment de Palerm. A les eleccions regionals de Sicília de 1991 fou elegit diputat de l'Assemblea Regional Siciliana, on fou vicepresident de la comissió regional antimàfia. A les eleccions regionals de 1996 fou elegit diputat pel Partit Popular Italià (després Cristians Democràtics Units) i serà nomenat assessor d'agricultura. El 1998 ingressà a Popolari-UDEUR i amb aquest partit es presentà a les eleccions europees de 1999, però no fou escollit.
A les eleccions regionals de Sicília de 2001 fou elegit president regional de Sicília i el 2002 participà en la fundació de la Unió dels Demòcrates Cristians i de Centre, del que el 2005 en fou nomenat secretari general. A les eleccions regionals de Sicília de 2006 fou reescollit president sicilià com a candidat de la coalició Casa de les Llibertats. El 26 de gener de 2008 va haver de dimitir del seu càrrec després d'haver estat condemnat en primera instància a 5 anys i a la prohibició perpètua de càrrecs públics pels delictes de complicitat amb la màfia i revelació de secret, després de setmanes de pressió de l'opinió pública. Nogensmenys, a les eleccions legislatives italianes de 2008 fou escollit senador per Sicília pel Poble de la Llibertat.